# Крочефјески
Крочефјески (итал. Crocefieschi) је насеље у Италији у округу Ђенова, региону Лигурија.
Према процени из 2011. у насељу је живело 458 становника. Насеље се налази на надморској висини од 751 м.

## Становништво
| 1936. | 1951. | 1961. | 1971. | 1981. | 1991. | 2001. | 2011. |
| ----- | ----- | ----- | ----- | ----- | ----- | ----- | ----- |
| 1.033 | 923   | 800   | 737   | 613   | 500   | 564   | 561   |